# Juan Bautista de Toledo

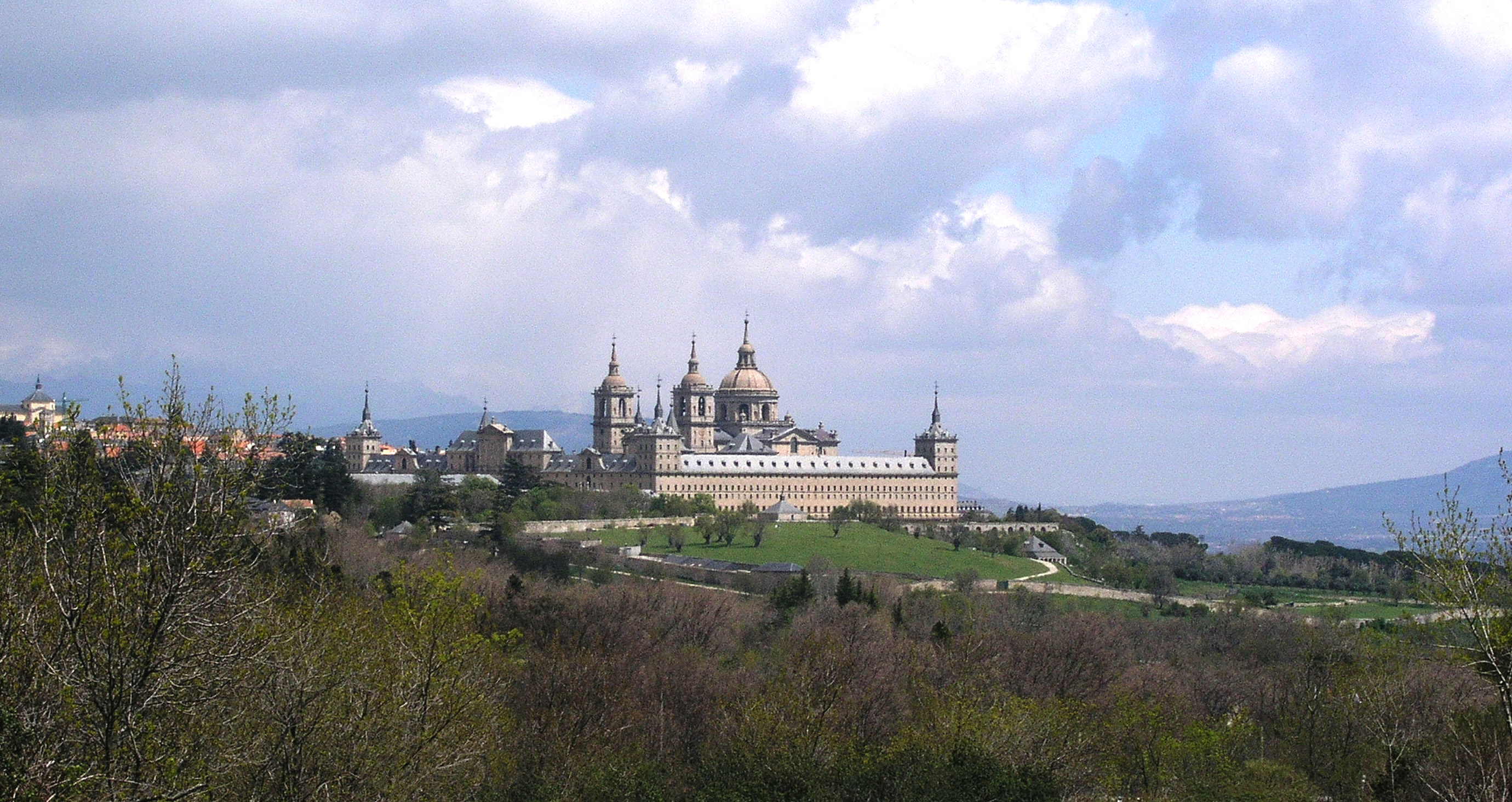
Toledo was de architect van het klooster van Escorial

Juan Bautista de Toledo (verm. in het Baskenland nabij Ribadesella, datum onbekend - Madrid, 19 mei 1567) was een Spaanse beeldhouwer en architect uit Madrid.
Hij is op een onbekende datum en plaats geboren en er is niets van zijn kindertijd bekend. In 1547 ging Toledo naar Rome waar hij leerling was van Michelangelo Buonarroti. Daarna ging hij naar Napels waar hij werd opgeroepen door onderkoning, Don Pietro de Toledo, om te werken als architect voor keizer Karel V. Hij ontwierp daar veel gebouwen, inclusief het Strada di Toledo (in 1870 hernoemd tot Strada di Roma), de kerk van St. Giacomo degli Spagnuoli, de vierkante bastions van het Castello Nuovo; een groot paleis in de Napolitaanse wijk Posillipo, en een aantal fonteinen.
In 1559 werd hij teruggeroepen naar Madrid door Filips II van Spanje en werd aangewezen als hoofdarchitect van de koninklijke werken in Spanje. Zijn jaarlijkse salaris als architect van de kroon was eerst meer dan 220 dukaten. Dit in overeenstemming met het beleid van Filips II die Spaanse kunstenaars een gemiddeld salaris gaf totdat hij hun kunnen had gezien. In Madrid ontwierp hij het Casa de la Misericordia en de façade van de kerk van Descalzas Reales, in de wijk Casa de Campo. Hij creëerde ook werken bij Aceca; aan het paleis van Aranjuez, het Martininos de las Posadas, het paleis Cardinal Espinosa en een villa bij Esteban de Ambran voor secretaris D. de Vargas. Toledo's meesterwerk was het Escorial, het klooster, La Granjila de La Fresneda de El Escorial en het kanaal El Escorial (watertoevoer naar het klooster). Hij hield toezicht op El Escorial (het klooster en de omgeving ervan) tot zijn dood in 1567. El Escorial werd afgebouwd door Juan de Herrera.
Er wordt ook gemeld dat hij het Palacio del Buen Retiro heeft ontworpen en, in samenwerking met Gaspar de Vega, het hoofdontwerp van La Granjilla de La Fresneda de El Escorial.
- Bibliothèque nationale de France: cb120758427 (data)
- Gemeinsame Normdatei: 11864288X
- International Standard Name Identifier: 0000 0000 7970 457X
- Library of Congress Control Number: n87854062
- Système universitaire de documentation: 252871448
- Union List of Artist Names: 500010394
- Virtual International Authority File: 95744434
- WorldCat: E39PCjHtR6VrRMykmVQ9vdbTpP